# 《新华日报》总馆
《新华日报》总馆，位於重庆市渝中区化龙桥街道虎头岩村62号，隶属红岩革命纪念馆。

## 历史
《新华日报》和《群众》周刊是抗日战争和第二次国共内战时期中国共产党在国统区唯一公开出版发行的大型政治机关报和理论刊物。1937年底，《新华日报》在首都南京筹备，1938年在武汉创刊，同年10月迁往重庆，直至1947年被国民政府查封。《新华日报》是中国共产党在民主革命时期发行量最大、发行时间最长、影响最广的报纸，在陪都重庆的最高日发行量曾达5万余份。
1983年12月1日，“新華日報館和营业部旧址”列為重慶市第一批市級文物保護單位。2000年9月7日，“《新華日報》館及營業部舊址”列為第一批重慶市文物保護單位。2002年1月20日，渝中区人民政府为其立“《新华日报》总馆”重庆市文物保护单位牌，并写明是2000年9月7日公布（因《新华日报》营业部旧址已在2001年公布为全国重点文物保护单位）。
2007年，《新华日报》总馆的五栋房屋已破损不堪，无法翻修，乃决定拆除原有危房，在原址按原样重建。2010年7月，《新华日报》总馆因地势低洼而在雨季严重积水。
2011年6月30日，《新华日报》总馆复原开放，同时《新华日报暨群众周刊画史》出版首发。据重庆红岩联线文化发展管理中心主任厉华介绍，公众可免费参观《新华日报》总馆，并可见到全部3000多份《新华日报》。

## 建筑
《新华日报》总馆建筑面积约950平方米，共五栋楼房，分别是编辑部、排字室、总务科、经理部、会客室等。